# Episodi di Metropolitan Police (dodicesima stagione)
La dodicesima stagione della serie televisiva Metropolitan Police è stata trasmessa in anteprima nel Regno Unito dalla Independent Television tra il 2 gennaio 1996 e il 31 dicembre 1996.
| nº  | Titolo originale         | Titolo italiano | Prima TV UK       | Prima TV Italia |
| --- | ------------------------ | --------------- | ----------------- | --------------- |
| 1   | Call Waiting             |                 | 2 gennaio 1996    |                 |
| 2   | Second Sense             |                 | 4 gennaio 1996    |                 |
| 3   | Runners Up               |                 | 5 gennaio 1996    |                 |
| 4   | Keeping It in the Family |                 | 9 gennaio 1996    |                 |
| 5   | Home Truths              |                 | 11 gennaio 1996   |                 |
| 6   | Outer                    |                 | 12 gennaio 1996   |                 |
| 7   | Better Half              |                 | 16 gennaio 1996   |                 |
| 8   | No Assistance Required   |                 | 18 gennaio 1996   |                 |
| 9   | Judgement Call           |                 | 19 gennaio 1996   |                 |
| 10  | Old Dogs, New Tricks     |                 | 23 gennaio 1996   |                 |
| 11  | Worst Fears              |                 | 25 gennaio 1996   |                 |
| 12  | One Night with You       |                 | 26 gennaio 1996   |                 |
| 13  | Someone Else's Problem   |                 | 30 gennaio 1996   |                 |
| 14  | Bounds of Decency        |                 | 1º febbraio 1996  |                 |
| 15  | Happy Birthday           |                 | 2 febbraio 1996   |                 |
| 16  | Stop the Music           |                 | 6 febbraio 1996   |                 |
| 17  | Cold Light of Day        |                 | 8 febbraio 1996   |                 |
| 18  | Back in Business         |                 | 9 febbraio 1996   |                 |
| 19  | Separate Rooms           |                 | 13 febbraio 1996  |                 |
| 20  | Going Guilty             |                 | 15 febbraio 1996  |                 |
| 21  | Pieces of Cake           |                 | 16 febbraio 1996  |                 |
| 22  | Somebody's Home          |                 | 20 febbraio 1996  |                 |
| 23  | Pointing the Finger      |                 | 22 febbraio 1996  |                 |
| 24  | Boy Meets Girl           |                 | 23 febbraio 1996  |                 |
| 25  | Confession               |                 | 27 febbraio 1996  |                 |
| 26  | Home from Home           |                 | 29 febbraio 1996  |                 |
| 27  | Open Wound               |                 | 1º marzo 1996     |                 |
| 28  | Perfect Match            |                 | 5 marzo 1996      |                 |
| 29  | Someone Special          |                 | 5 marzo 1996      |                 |
| 30  | Bits and Pieces          |                 | 8 marzo 1996      |                 |
| 31  | Home Help                |                 | 12 marzo 1996     |                 |
| 32  | Kicked Out               |                 | 14 marzo 1996     |                 |
| 33  | On the Block             |                 | 15 marzo 1996     |                 |
| 34  | Getting Off              |                 | 19 marzo 1996     |                 |
| 35  | Girls' Night             |                 | 21 marzo 1996     |                 |
| 36  | Blood Brothers           |                 | 22 marzo 1996     |                 |
| 37  | Broken Homes             |                 | 23 marzo 1996     |                 |
| 38  | A Hornet's Nest          |                 | 28 marzo 1996     |                 |
| 39  | Dead of Night            |                 | 29 marzo 1996     |                 |
| 40  | Party Pooper             |                 | 2 aprile 1996     |                 |
| 41  | More Haste               |                 | 4 aprile 1996     |                 |
| 42  | Beating the Odds         |                 | 5 aprile 1996     |                 |
| 43  | Animal                   |                 | 9 aprile 1996     |                 |
| 44  | Dangerous Game           |                 | 11 aprile 1996    |                 |
| 45  | Dancers                  |                 | 12 aprile 1996    |                 |
| 46  | And Nothing But          |                 | 16 aprile 1996    |                 |
| 47  | Tale of Two Cities       |                 | 18 aprile 1996    |                 |
| 48  | Cheating                 |                 | 19 aprile 1996    |                 |
| 49  | Decent Proposals         |                 | 23 aprile 1996    |                 |
| 50  | Going for a Song         |                 | 25 aprile 1996    |                 |
| 51  | Value Added              |                 | 26 aprile 1996    |                 |
| 52  | Professional Ethics      |                 | 30 aprile 1996    |                 |
| 53  | Accidents Will Happen    |                 | 2 maggio 1996     |                 |
| 54  | Time Spent               |                 | 3 maggio 1996     |                 |
| 55  | Conspiracy of Silence    |                 | 7 maggio 1996     |                 |
| 56  | Cold Feet and Hot Coffee |                 | 9 maggio 1996     |                 |
| 57  | Rollover                 |                 | 10 maggio 1996    |                 |
| 58  | Tough Love               |                 | 14 maggio 1996    |                 |
| 59  | With This Ring           |                 | 16 maggio 1996    |                 |
| 60  | Final Drive              |                 | 17 maggio 1996    |                 |
| 61  | Voices                   |                 | 21 maggio 1996    |                 |
| 62  | Party On                 |                 | 23 maggio 1996    |                 |
| 63  | Hard Enough              |                 | 24 maggio 1996    |                 |
| 64  | Cuckoo                   |                 | 28 maggio 1996    |                 |
| 65  | Helping Hands            |                 | 30 maggio 1996    |                 |
| 66  | Jekyll and Hyde          |                 | 31 maggio 1996    |                 |
| 67  | Knocking on the Door     |                 | 4 giugno 1996     |                 |
| 68  | Lies and Statistics      |                 | 6 giugno 1996     |                 |
| 69  | Butting In               |                 | 7 giugno 1996     |                 |
| 70  | The Bagman               |                 | 11 giugno 1996    |                 |
| 71  | Overstepping the Mark    |                 | 13 giugno 1996    |                 |
| 72  | Filth                    |                 | 20 giugno 1996    |                 |
| 73  | Camper                   |                 | 21 giugno 1996    |                 |
| 74  | Spill                    |                 | 25 giugno 1996    |                 |
| 75  | Apron Strings            |                 | 27 giugno 1996    |                 |
| 76  | One Step Ahead           |                 | 28 giugno 1996    |                 |
| 77  | Starting Young           |                 | 2 luglio 1996     |                 |
| 78  | Tarts Cards              |                 | 4 luglio 1996     |                 |
| 79  | Born Again               |                 | 5 luglio 1996     |                 |
| 80  | Kick Me Hard             |                 | 9 luglio 1996     |                 |
| 81  | All or Nothing           |                 | 11 luglio 1996    |                 |
| 82  | Unlucky in Love          |                 | 12 luglio 1996    |                 |
| 83  | A Quick Return           |                 | 16 luglio 1996    |                 |
| 84  | Sartorial Elegance       |                 | 18 luglio 1996    |                 |
| 85  | Don't Leave Me This Way  |                 | 19 luglio 1996    |                 |
| 86  | Big Bullies              |                 | 23 luglio 1996    |                 |
| 87  | Playing It by the Rules  |                 | 25 luglio 1996    |                 |
| 88  | True Colours             |                 | 26 luglio 1996    |                 |
| 89  | Target                   |                 | 29 luglio 1996    |                 |
| 90  | Dead Man's Hand          |                 | 30 luglio 1996    |                 |
| 91  | For Their Own Good       |                 | 1º agosto 1996    |                 |
| 92  | Theory and Practice      |                 | 6 agosto 1996     |                 |
| 93  | Drinking Partners        |                 | 8 agosto 1996     |                 |
| 94  | Lean on Me               |                 | 9 agosto 1996     |                 |
| 95  | Reminders                |                 | 13 agosto 1996    |                 |
| 96  | Minding                  |                 | 15 agosto 1996    |                 |
| 97  | Follow the Van           |                 | 16 agosto 1996    |                 |
| 98  | Don't Kill the Messenger |                 | 20 agosto 1996    |                 |
| 99  | Junior                   |                 | 22 agosto 1996    |                 |
| 100 | Pony Express             |                 | 23 agosto 1996    |                 |
| 101 | Out of Control           |                 | 27 agosto 1996    |                 |
| 102 | Day Tripper              |                 | 29 agosto 1996    |                 |
| 103 | Waiting for Frank        |                 | 30 agosto 1996    |                 |
| 104 | A Day in the Life        |                 | 3 settembre 1996  |                 |
| 105 | Second Chances           |                 | 5 settembre 1996  |                 |
| 106 | Repossession             |                 | 6 settembre 1996  |                 |
| 107 | Liar                     |                 | 10 settembre 1996 |                 |
| 108 | Detained                 |                 | 12 settembre 1996 |                 |
| 109 | Karma                    |                 | 13 settembre 1996 |                 |
| 110 | Stolen Moments           |                 | 16 settembre 1996 |                 |
| 111 | A Good Night Out         |                 | 18 settembre 1996 |                 |
| 112 | Chatterbox               |                 | 19 settembre 1996 |                 |
| 113 | Too Close for Comfort    |                 | 20 settembre 1996 |                 |
| 114 | Blame                    |                 | 24 settembre 1996 |                 |
| 115 | Once a Thief             |                 | 26 settembre 1996 |                 |
| 116 | Party Animals            |                 | 27 settembre 1996 |                 |
| 117 | Natural Causes           |                 | 1º ottobre 1996   |                 |
| 118 | Known to Someone         |                 | 3 ottobre 1996    |                 |
| 119 | Champing at the Bit      |                 | 4 ottobre 1996    |                 |
| 120 | Taking Out the Rubbish   |                 | 8 ottobre 1996    |                 |
| 121 | Presumed Innocent        |                 | 10 ottobre 1996   |                 |
| 122 | Change of Heart          |                 | 11 ottobre 1996   |                 |
| 123 | Hedging Your Bets        |                 | 15 ottobre 1996   |                 |
| 124 | Out of the Past          |                 | 17 ottobre 1996   |                 |
| 125 | Road to Recovery         |                 | 18 ottobre 1996   |                 |
| 126 | Three Fools              |                 | 22 ottobre 1996   |                 |
| 127 | Track Marks              |                 | 24 ottobre 1996   |                 |
| 128 | In for the Kill          |                 | 25 ottobre 1996   |                 |
| 129 | Remote Control           |                 | 29 ottobre 1996   |                 |
| 130 | Telling Tales            |                 | 31 ottobre 1996   |                 |
| 131 | Old Codgers              |                 | 1º novembre 1996  |                 |
| 132 | Trap                     |                 | 5 novembre 1996   |                 |
| 133 | All in the Mind          |                 | 7 novembre 1996   |                 |
| 134 | Trust Me                 |                 | 8 novembre 1996   |                 |
| 135 | Nice Boy                 |                 | 12 novembre 1996  |                 |
| 136 | A Woman's Place          |                 | 14 novembre 1996  |                 |
| 137 | Finishing School         |                 | 15 novembre 1996  |                 |
| 138 | Death of a Nobody        |                 | 19 novembre 1996  |                 |
| 139 | Up the Wall              |                 | 21 novembre 1996  |                 |
| 140 | Boiling Point            |                 | 22 novembre 1996  |                 |
| 141 | Mirror Image             |                 | 26 novembre 1996  |                 |
| 142 | Public Relations         |                 | 28 novembre 1996  |                 |
| 143 | Lock 'Em In              |                 | 29 novembre 1996  |                 |
| 144 | Opportunity Costs        |                 | 3 dicembre 1996   |                 |
| 145 | Paying for It            |                 | 5 dicembre 1996   |                 |
| 146 | Many Happy Returns       |                 | 6 dicembre 1996   |                 |
| 147 | Black Money              |                 | 10 dicembre 1996  |                 |
| 148 | Scorned                  |                 | 12 dicembre 1996  |                 |
| 149 | Stolen Kisses            |                 | 13 dicembre 1996  |                 |
| 150 | Jumping to Conclusions   |                 | 17 dicembre 1996  |                 |
| 151 | Toe the Line             |                 | 19 dicembre 1996  |                 |
| 152 | A Gun to the Head        |                 | 20 dicembre 1996  |                 |
| 153 | Merrily on High          |                 | 24 dicembre 1996  |                 |
| 154 | Hat Trick                |                 | 26 dicembre 1996  |                 |
| 155 | Hers                     |                 | 27 dicembre 1996  |                 |
| 156 | The Right Thing          |                 | 31 dicembre 1996  |                 |